# حارة الغدير الجنوبية (صنعاء)

تعديل مصدري - تعديل

حارة الغدير الجنوبية هي إحدى حارات حي معين بمديرية معين إحد مديريات العاصمة اليمنية صنعاء، بلغ تعداد سكانها 2913 نسمة حسب تعداد اليمن لعام 2004.